# Sant Sebastià de Vilassar de Dalt
Sant Sebastià de Vilassar de Dalt és una església de Vilassar de Dalt (Maresme) protegida com a Bé Cultural d'Interès Local.

## Descripció
Ermita formada per una sola nau amb absis semicircular i coberta a dues aigües amb carener perpendicular a la façana. Presenta un campanar d'espadanya.

## Història
La capella de Sant Sebastià fou edificada entre el 1570 i 1578 al peu del camí que anava de Vilassar al veïnat de Cabrils, dalt de la carena i, molt probablement, en substitució d'una antiga capelleta o creu de camí. Fou posada sota l'advocació del màrtir Sebastià a causa d ela gran popularitat que havia adquirit com a advocat contra la pesta.
Acabada l'obra l'any 1579, l'escultor mataroní Joan Foner hi obrà un retaule d'estil plateresc. Darrera del retaule s'instal·là la sagristia. L'altar, d'obra, fou revestit l'any 1732 d'un frontal de rajola de València, que fou daurat l'any 1807.